# Esquí acrobàtic als Jocs Olímpics d'hivern de 2006
Als Jocs Olímpics d'Hivern de 2006 celebrats a la ciutat de Torí (Itàlia) es disputaren quatre proves d'esquí acrobàtic, dues en categoria masculina i dues més en categoria femenina en la modalitat de bamps i salts acrobàtics.
La competició se celebrà entre els dies 11 i 23 de febrer de 2006 a les instal·lacions de Sauze d'Oulx. Hi participaren un total de 116 esquiadors, entre ells 63 homes i 53 dones, de 22 comitès nacionals diferents.

## Resum de medalles

### Categoria masculina
| Prova                    | Or              | Argent           | Bronze           |
| Bamps Detalls            | Dale Begg-Smith | Mikko Ronkainen  | Toby Dawson      |
| Salts acrobàtics Detalls | Han Xiaopeng    | Dmitri Dasxinski | Vladimir Lebedev |

### Categoria femenina
| Prova                    | Or            | Argent    | Bronze        |
| Bamps Detalls            | Jennifer Heil | Kari Traa | Sandra Laoura |
| Salts acrobàtics Detalls | Evelyne Leu   | Li Nina   | Alisa Camplin |

## Medaller
| Posició | País            | Or | Argent | Bronze | Total |
| 1       | R.P. de la Xina | 1  | 1      | 0      | 2     |
| 2       | Austràlia       | 1  | 0      | 1      | 2     |
| 3       | Canadà          | 1  | 0      | 0      | 1     |
| 3       | Suïssa          | 1  | 0      | 0      | 1     |
| 5       | Belarús         | 0  | 1      | 0      | 1     |
| 5       | Finlàndia       | 0  | 1      | 0      | 1     |
| 5       | Noruega         | 0  | 1      | 0      | 1     |
| 8       | Estats Units    | 0  | 0      | 1      | 1     |
| 8       | França          | 0  | 0      | 1      | 1     |
| 8       | Rússia          | 0  | 0      | 1      | 1     |
|         |                 |    |        |        |       |
| Total   | Total           | 4  | 4      | 4      | 12    |